# Audi A4 allroad quattro
Audi A4 allroad quattro offroad verzija Audija A4 Avant i proizvodi se od 2009. godine. Cijene počinju kod 313.070 Kuna za 2.0 TDI (siječanj 2010.).

## Motori
Benzin
| 2.0 TFSI | 1.984 cm³ | 155 (211) / 4300–6000 | 350 / 1500–4200 | od 2009. |

Diesel
| Model                     | Obujam cm³                | Max. snaga kW (ks) pri min-1 | Max. broj okretaja Nm pri min-1 | Proizvodnja               |                           |                           |
| Redni motori s 4 cilindra | Redni motori s 4 cilindra | Redni motori s 4 cilindra    | Redni motori s 4 cilindra       | Redni motori s 4 cilindra | Redni motori s 4 cilindra | Redni motori s 4 cilindra |
| ------------------------- | ------------------------- | ---------------------------- | ------------------------------- | ------------------------- | ------------------------- | ------------------------- |
| 2.0 TDI                   | 1.968 cm³                 | 125 (143) / 4200             | 320 / 1750–2500                 | od 2009.                  |                           |                           |
| 2.0 TDI                   | 1.968 cm³                 | 125 (170) / 4200             | 350 / 1750–2500                 | od 2009.                  |                           |                           |
| V6                        |                           |                              |                                 |                           |                           |                           |
| 3.0 TDI                   | 2967 cm³                  | 176 (240) / 4000–4400        | 500 / 1500–3000                 | od 2009.                  |                           |                           |

## Vanjske poveznice
- Audi Hrvatska  Arhivirana inačica izvorne stranice od 11. siječnja 2010. (Wayback Machine)